# Inge Vinck
Inge Vinck (Gent, 8 augustus 1973) is een Belgische architect die in 2019, samen met haar partner, Jan De Vylder, het bureau architecten jan de vylder inge vinck (architecten jdviv) oprichtte. Daarvoor werkten zij reeds samen van 2010 tot 2019 onder de naam architecten de vylder vinck taillieu (advvt). Het Gentse bureau won in 2018 de Zilveren Leeuw voor veelbelovende jonge deelnemers op de Biënnale van Venetië. De internationale jury beloonde het team met deze prijs voor hun tentoonstelling en gelijknamig boek ‘Unless Ever People/Caritas for Freespace’, dat een productie van het Vlaams Architectuurinstituut (VAi) is. Zowel de tentoonstelling als het boek zijn een weergave van het project CARITAS, dat dvvt gerealiseerd heeft op de site van het Psychiatrisch Centrum Karus in Melle, nabij Gent. Het project kwam tot stand onder begeleiding van BAVO, een onafhankelijk onderzoeksbureau dat zich richt op de politieke en sociaal-economische aspecten van kunst, architectuur en ruimtelijke ordening.

## Studies en loopbaan
Inge Vinck studeerde aan de Hogeschool voor Wetenschap en Kunst te Brussel (nu de Faculteit Architectuur van LUCA School of Arts), waar ze in 1997 haar diploma behaalde met onderscheiding. Ze begon haar carrière als architect bij Patrice Mottini, een Franse architect die gevestigd is in Parijs. Hier werkte ze van 1997 tot 2001 als medewerker en projectleider. Vanaf 2001 werkte ze als projectleider en projectcoördinator bij Stéphane Beel Architecten (waar ook Jan De Vylder en Jo Taillieu werkten), tot ze in 2007 een samenwerking met Jan De Vylder startte, onder de naam jan de vylder architecten. In 2010 verenigden Vinck en De Vylder zich met hun voormalige medestudent en collega Jo Taillieu in het bureau architecten de vylder vinck taillieu (advvt). Verschillende architectuurtijdschriften beschreven hun bouwstijl als een terugkeer naar de basis van de architectuur. De samenwerking tussen het trio eindigde in 2019 en resulteerde in twee afzonderlijke bureaus genaamd architecten jan de vylder inge vinck (architecten jdviv) en jo taillieu architecten.
Naast haar carrière als architect, is Vinck al jarenlang actief in het onderwijs en zat ze in verschillende jury’s, zowel in België als onder meer in Zwitserland, het Verenigd Koninkrijk en de Verenigde Staten (Arts jury St Luc Tourcoing; Sint-Lucas FAK, Faculteit Architectuur; Provinciale Hogeschool Limburg Departement Architectuur; Universiteit van Cambridge; Universiteit van Princeton). Verder was ze gastdocent aan het Sandberg Instituut Amsterdam (2012-2013) met Jan De Vylder en Jo Taillieu en aan de TU Delft (2011-2013), en professor aan de Ecole Nationale Supérieure d’architecture et de Paysage van Rijsel (2011).
Naast de verschillende projecten die ze samen met De Vylder en Taillieu realiseerde, heeft ze ook samengewerkt met B+C architects; A. Robain en C. Guyiesse; Jalil Amor; uapS-Anne Mie Depuydt en Erik Van Daele; en F. Delhay.

## Oeuvre
In 2020 ontwierp Vinck samen met haar partner, Jan de Vylder, het eerste nummer van Gallery Magazine, een tijdschrift waarin een architect of praktijk wordt uitgenodigd om een idee uit te werken aan de hand van originele inhoud. Onder het architectenbureau advvt werkte Vinck onder meer aan de volgende projecten: Huis Bernheimbeuk (Gent, 2011); Psychiatrisch Centrum Caritas (Melle, 2016).

## Prijzen en nominaties
- 2012: Nominatie BSI Swiss Architectural Award[11]
- 2016: Schelling-Architekturpreis[12]
- 2018: Zilveren Leeuw voor ‘jong en beloftevol’ werk (Biënnale van Venetië)[13][13][14]
- 2019: Nominatie Mies van der Rohe Award[15]

## Tentoonstellingen
- 2012: ‘The ambition of the territory’: in het Belgisch paviljoen tijdens de architectuurbiënnale in Venetië; later, in 2013, ook in deSingel waar het Vlaams Architectuurinstituut (VAi) is gevestigd in Antwerpen, België[16][17]
- 2018: Unless Ever People - Caritas for Freespace: Biënnale van Venetië[18]
- 2019: Variete / architecture / desire: tentoonstelling in de Toto Gallery, Tokio[19]
- 2020: RE-PRACTICE RE-VISIT RE-TURN: VAi in deSingel[20]

- Bibsys: 1535375967450
- Gemeinsame Normdatei: 1114070106
- International Standard Name Identifier: 0000 0001 4013 9929
- Library of Congress Control Number: no2011175054
- Virtual International Authority File: 195855369